# Franco Crugnola
Franco Crugnola, noto anche con lo pseudonimo di Peter Hide 311065 (Tradate, 31 ottobre 1965), è un architetto, artista e designer italiano.

## Biografia
‘’’Franco Crugnola’’’, conosciuto in ambito artistico con lo pseudonimo ‘’’Peter Hide 311065’’’, è un architetto, artista e designer italiano.
Nasce in provincia di Varese nel 1965.
Si avvicina alla pop art, alla cultura Hip Hop e aderisce ai primi movimenti della street art milanese della fine degli anni ’80 lavorando sui muri cittadini.
Nel 1991, dopo il servizio militare trascorre il suo "gap Year" negli Stati Uniti dove incontra personalmente i maestri della Pop Art e della Street art internazionale.
Tornato in Italia si laurea in Architettura al Politecnico di Milano nel dipartimento di Design nel 1994 portando come tesi di laurea il progetto del primo e-book della storia concepito nel 1992 con Isabella Rigamonti e chiamato "INCIPIT"  ,,
Collabora nel campo del design con importanti aziende quali Swatch e Alessi e altre rilevanti aziende nel settore dell’arredamento.
Apre a Varese nel 1995 il suo studio di Architettura e Design che fin dall’inizio, diventa il punto d’incontro tra arte, design, architettura della città, aperto a dibattiti culturali, mostre d’arte e musica.
Espone alla prima Biennale di Malta nel 1995 e vince il secondo premio.
Partecipa attivamente dal 1996 al 1999 nella rivista Real Art fondata da Malcolm Gibson a Carlisle, Cumbria (UK).
Nel 2003 crea lo pseudonimo Peter Hide 311065, che ancora oggi lo accompagna nella sua ricerca artistica. Da questo momento la sua arte prende un percorso ben delineato dalla forte valenza simbolica .
Dal 2006 è uno dei precursori di quella corrente artistica di carattere globale, che attraverso l’uso sistematico di banconote nelle opere, utilizzate proprio come supporto-materia del proprio lavoro, sonda il delicato rapporto tra società-economia, individuo-denaro, come "messaggio" di un malessere contemporaneo”. 
Dal 2014 edita, con la collaborazione dei musei della provincia di Varese (Il museo civico Floriano Bodini di Gemonio, il museo MA*GA di Gallarate, il museo civico Parisi Valle di Maccagno con Pino e Veddasca e dal 2018 con l’aggiunta della casa museo Emilio Tadini di Milano) il portfolio d’arte in forma di rivista indipendente a cadenza annuale a scopo benefico REAL ART, riunendo gli amici ed artisti che gravitano intorno al suo studio.
Nel 2017 partecipa a Padiglione Tibet (padiglione indipendente) durante la 57° Biennale di Venezia. 
A complemento del proprio percorso artistico, edita negli anni diversi libri d’artista, e partecipa alla IV° Biennale del libro di artista di Napoli nel 2017.
Partecipa nel 2019 alla prima grande mostra collettiva internazionale sulla Money Art a Brighton (UK) dal titolo For The Love of Money Art presso la galleria Studio 45.